# Pehr Olof Grönlund
Pehr Olof Grönlund, född 6 augusti 1788 i Arvidsjaurs församling, död 8 juli 1846 i Vilhelmina församling, var en svensk präst.

## Biografi
Pehr Olof Grönlund föddes 1788. Han var son till komministern Jonas Grönlund i Sorsele församling. Grönlund blev vårterminen 1810 student vid Uppsala universitet och prästvigdes 31 januari 1811 till pastorsadjunkt i Lycksele församling. År 1816 blev han curam past gerens i församling och den 18 maj samma år konstituerad predikant vid Stensele församling. Grönlund blev vice pastor i församlingen 1822. Han utnämndes till kyrkoherde 17 juni 1828 i Vilhelmina församling och tillträdde 1 maj 1829. Grönlund avled 1846 i Vilhelmina församling.

### Familj
Grönlund var gift med Catharina Agatha Öhrling (född 1789). Hon var dotter till prosten Samuel Öhrling i Lycksele församling. De fick tillsammans barnen Catharina Lovisa Grönlund (född 1816) som var gift med kyrkoherden Uno Aug. Sundelin i Stensele församling, handlanden Samuel Reinhold Grönlund, född 1818, handlanden Carl Olof Lambert Grönlund (1822–1838) i Vilhelmina socken och kommerserådet Jonas Ulrik Grönlund (1824–1884).

## Psalmer
Grönlund har bidrog till 1849 års lappska psalmbok. Han översatta 87 psalmer och omarbete 9 stycken.